# 金沢駅バスターミナル

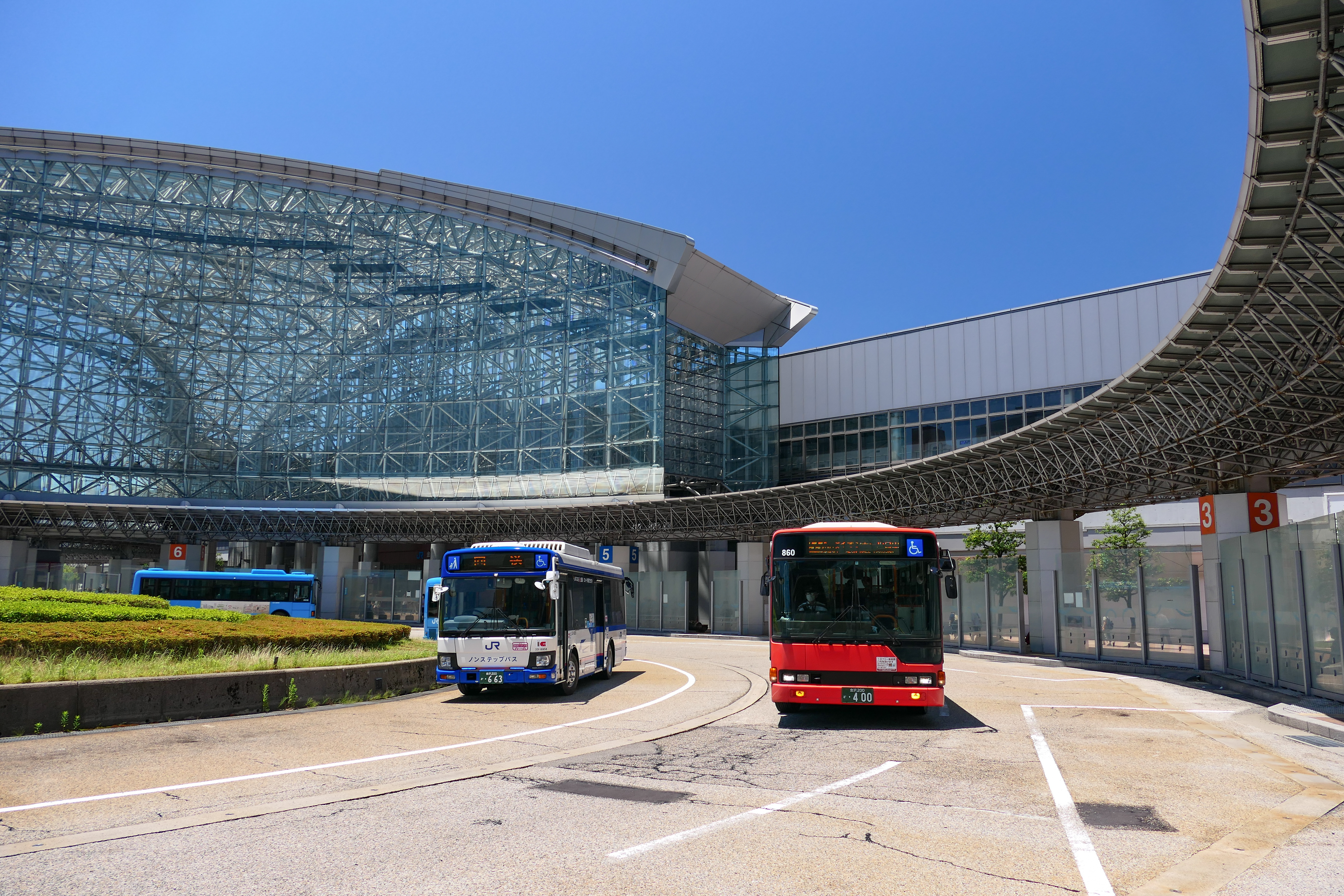
金沢駅バスターミナル（東口）

金沢駅バスターミナル（かなざわえきバスターミナル）は、石川県金沢市にある金沢駅に隣接したバスターミナルである。駅の東西両側にあり、駅の両出入口が兼六園口と金沢港口に改称された後も、バス会社ではJRバスの高速路線を除き、それら駅出入り口を以前と同様にそれぞれ「金沢駅東口」と「金沢駅西口」として案内しており、鉄道側とバス側では駅出入り口の呼称に乖離がある。
以下に示す各のりばの発着路線は2024年3月16日現在で、2023年7月の金沢市交通政策課の発表および北陸鉄道の案内による。運行会社を明示していない路線バスは、北鉄バスグループのものである。

## 東口
金沢駅東広場のバスターミナルは土地区画整理事業による工事を経て2004年（平成16年）9月12日に供用開始したものである。広場に「工（たくみ）型」に配置された歩行者広場をはさんで北側に配置されており、金沢駅兼六園口から車道を横断せずにアクセスできるようになっているほか、上部には利用者を雨雪から守るシェルターを連続して配置している。
バスターミナルは乗車場11バース、降車場5バース（金沢駅前中央交差点の北側に3バース、南側に2バース）、待機場8バースの構成となっており、乗車場はバスの正着性を高めるために乗り場の一部を切り取った形になっている。各乗車場付近の柱には乗り場番号が表示されているが、西日本ジェイアールバスが使用する4・5番乗り場は青地、北陸鉄道グループが使用するその他の乗り場は橙地になっている。北陸鉄道グループの一般路線の乗り場にはLED表示器によるバス出発案内が設置されている。
バス停の名称は、北陸鉄道グループ各社と金沢ふらっとバスは「金沢駅」とする一方で、西日本ジェイアールバスでは一般路線バスは「金沢駅（東口）」、定期観光バスは「金沢駅兼六園口（東口）」の呼称を使用し、各社で異なっている。
広場の中心付近に総合交通案内所が配置されており、バス発券所、タクシー案内所、待合室が設置されていたが、タクシー案内所と待合室はその後廃止された。また駅の出口前には、周遊バスの時刻および市内の主な観光地（兼六園、ひがし茶屋街、にし茶屋街、近江町市場、香林坊、金沢21世紀美術館）へ先着する2便を表示する総合交通案内板が設置されている。
2023年7月1日には大幅な乗り場変更を実施し、生活路線と観光路線の乗り場を分離し経由地ごとに乗り場を整理した。これにより、経由地ごとの乗り場は以下のようになった。
- 橋場町、兼六園下・金沢城経由：6番乗り場
- 香林坊、兼六園下・金沢城経由：8番乗り場
- 香林坊、片町経由：9・10・11番乗り場

また、高速バスの乗り場が西口4番乗り場に統一された。

### 東口1番のりば
1番のりばは、北陸鉄道グループの一般路線とコミュニティバスが使用する。2008年12月20日までは城下まち金沢周遊バスも使用していたほか、2019年4月1日には能登特急バスに代わって富山・高岡行き高速バスの乗り場が2番から1番に移動した。2023年6月30日までは北鉄駅前センターに近い停留所として定期観光バスや高速富山線もこの乗り場だった。2025年1月13日の路線廃止まで加越能バス砺波線（前身の高岡線と、2024年12月以降の三井アウトレットパーク北陸小矢部行き臨時便を含む）も乗り入れていた。
- 82 鳴和・増泉線（柳橋行き）
- 金沢ふらっとバス此花ルート

### 東口2番のりば
2番のりばは、北陸鉄道グループの香林坊、三社方面の路線が使用する。2023年6月30日までは、北陸鉄道の高速バス乗り場だった。
- 50 上荒屋線（イオンモール白山行き）
- 51 54 安原線（みどり二丁目、打木、上安原行き）
- 56 西部緑地公園線（済生会病院行き）
- 82 鳴和・増泉線（西金沢行き）

### 東口3番のりば
3番のりばは、北陸鉄道グループの香林坊、本多町方面の路線が使用する。2008年12月20日までは香林坊経由兼六園下方面の路線、その後2015年3月13日までは橋場町経由の路線と城下まち金沢周遊バスの乗り場だった。
- 18 花里線（東部車庫、金沢学院大学、辰巳丘高校行き）

### 東口4番のりば
4番のりばは、西日本ジェイアールバスの一般路線バスと定期観光バスが使用する。2020年3月31日までは一般路線（広岡行きは5番）の乗り場、その後2023年6月までは高速バス乗り場だった。
- ひがし茶屋街ライナー（山の上行き）
- 定期観光バス（三つ星街道バス、越前めぐりバス、能登路）

### 東口5番のりば
5番のりばは、西日本ジェイアールバスの一般路線が使用する。2020年3月31日までは高速バスと牧線の広岡行きの乗り場だった。その後2023年6月まではひがし茶屋街ライナーもこの乗り場だった。まちバスも2025年3月の運行終了までこの乗り場から発車していた。
- 名金線（森本駅行き）
- 才田線（才田、農林総合研究センター行き）
- 東長江線（東長江行き）

### 東口6番のりば
6番のりばは、北陸鉄道グループの橋場町、兼六園下・金沢城方面の路線が使用する。乗り場の柱には大きく「ひがし茶屋街方面」と書かれており、多客期には「橋場町経由兼六園下・金沢城行き」の臨時便が運行される。2008年12月20日までは小松空港線と兼六園シャトル、その後2020年3月31日までは香林坊経由兼六園下・金沢城方面の路線と兼六園シャトルの乗り場で、その後2023年6月30日までは城下まち金沢周遊バスもこの乗り場だった。
- 11 錦町B線（金沢大学附属病院、石川県立図書館、東部車庫、金沢学院大学、辰巳丘高校行き）
- 12 湯涌線（北陸大学（太陽が丘、薬学部）、湯涌温泉行き）
- 16 犀川線（上辰巳行き）
- 88 東山線（柳橋行き）

### 東口7番のりば
7番のりばは交通案内所の目の前に位置し、生活路線と観光路線を分ける目的で城下まち金沢周遊と金沢ライトアップバスの専用乗り場となっている。2015年3月13日までは平和町方面の路線、その後2020年3月31日までは橋場町方面の路線と城下まち金沢周遊バスの乗り場、その後2023年6月30日までは香林坊経由兼六園下・金沢城方面の乗り場だった。
- 城下まち金沢周遊
- 金沢ライトアップバス
  - 金沢ライトアップバスは金沢ライトアップバス実行委員会の主催で北陸鉄道が運行しており、運賃体系や乗車券は北鉄バスとは異なる[11]。

### 東口8番のりば
8番のりばは、北陸鉄道グループの香林坊、兼六園下・金沢城方面の路線が使用する。2023年6月30日までは、円光寺、四十万方面の乗り場だった。
- 13 14 医王山線（金商高校前、太陽が丘ニュータウン、湯谷原、医王山スポーツセンター行き）
- 90 90 卯辰山線（千寿閣行き）
- 92 鈴見線（朝霧台行き）
- 93 94 97 金沢大学線（若松、金沢大学行き）
- 95 北陸大学線（旭町一丁目、北陸大学（太陽が丘、薬学部）行き）

### 東口9番のりば
9番のりばは、北陸鉄道グループの香林坊、広小路方面の路線が使用する。2023年6月30日までは野々市、松任方面の乗り場だった。
- 20 平和町線（平和町、金大附属学校自衛隊前行き）
- 21 25 野田線（つつじが丘住宅、北陸学院大学、内川小学校前行き）
- 22 大桑線（大桑住宅、大桑タウン行き）
- 26 寺町線（泉野出町行き）

### 東口10番のりば
10番のりばは、北陸鉄道グループの香林坊、広小路方面の路線が使用する。2015年3月13日までは花里線、その後2023年6月30日までは平和町方面の乗り場だった。
- 30 光が丘住宅線（光が丘住宅、鶴寿園、石川県立大学、南部車庫行き）
- 31 額住宅線（額住宅駅、下森島行き）
- 33 四十万線（金沢工業大学、鶴寿園、南部車庫、川北温泉、南ヶ丘病院行き）
- 33 辰口線（緑が丘十丁目、辰口和光台、いしかわ動物園行き）
- 34 三馬線（金沢工業大学、高尾行き）
- 37 久安線（太平寺行き）
- 39 野々市円光寺線（金沢工業大学、太平寺、南ヶ丘病院行き）

### 東口11番のりば
11番のりばは、北陸鉄道グループの香林坊、広小路方面の路線が使用する。2023年6月30日までは松島方面と西金沢行き、コミュニティバスの乗り場だった。
- 40 松任線（白山市役所前、金城大学行き）
- 41 49 千代野線（千代野ニュータウン行き）
- 42 金沢寺井線（寺井中央行き）
- 44 48 野々市線（太平寺、南部車庫、松任駅北口行き）
- 45 八日市線（野々市駅行き）
- 55 上荒屋線（イオンモール白山行き）

### 東口13番のりば
バスターミナル向かいの旧金沢都ホテル前に設置されていた北陸鉄道グループの標識であり、2023年6月30日までは富山線の降車場として、2025年1月13日までは加越能バスの降車場としても使用されていた。

### 金沢駅前バス停
北日本観光バスのバス停で、旧金沢都ホテル前に設置されている。
- きまっし号[13]（東北急行バス東京営業所行き）
- 京都・大阪特急線[14]（なんばOCAT行き）（ユニバーサル・スタジオ・ジャパン行きの近鉄バス金沢特急線との共同運行[15]。）

### 金沢駅東バス停
金沢ふらっとバス此花ルートのバス停で、旧金沢都ホテル前に設置されている。

## 西口

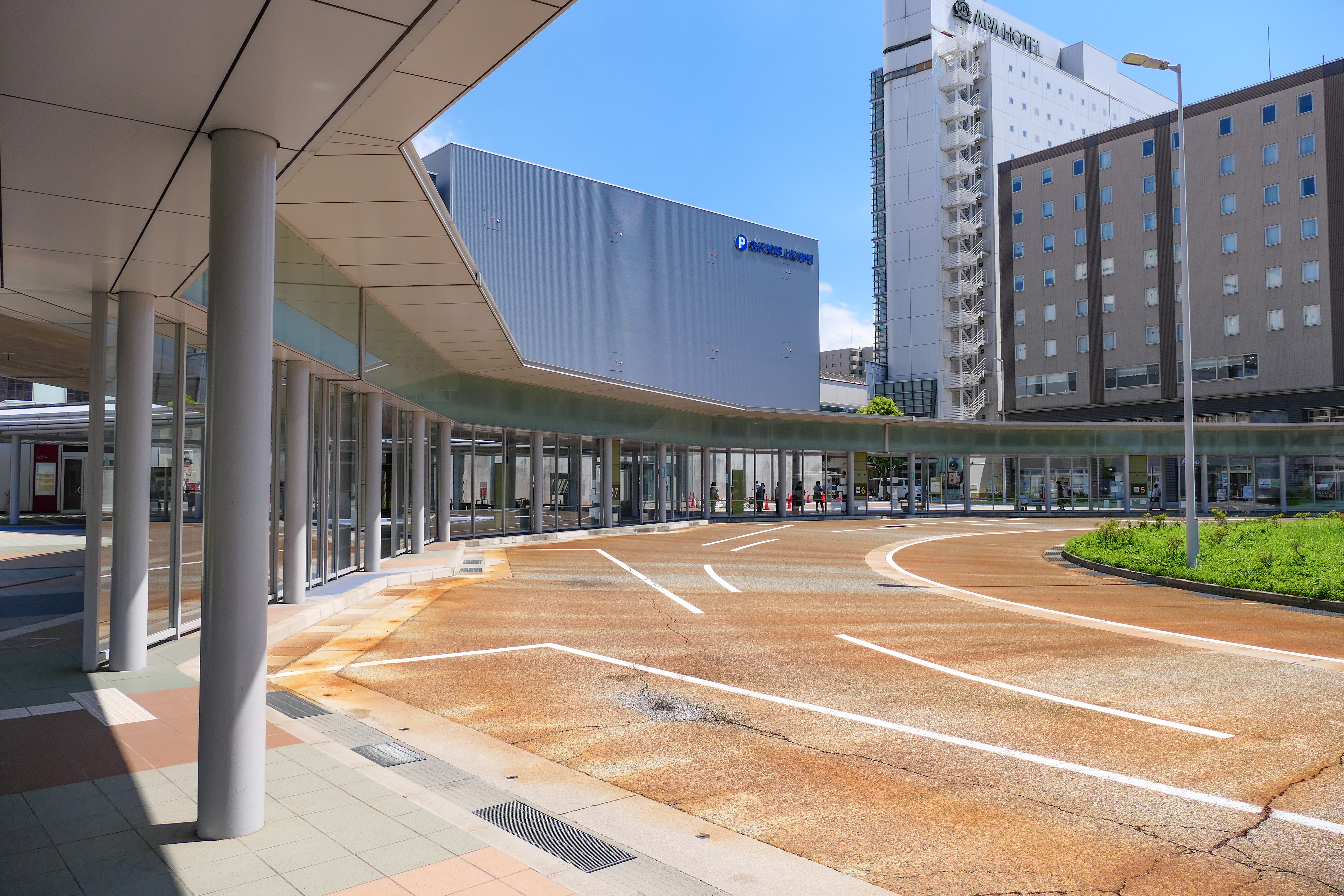
金沢駅バスターミナル（西口）

金沢駅西広場の路線バス乗降場は広場の南側に配置されており、2011年（平成23年）11月27日に改良工事が終わり供用開始した。金沢駅金沢港口から車道を横断せずに全ての乗降場にアクセスできるようになっているほか、バスの混雑を解消するため団体バス乗降場をタクシー乗降場の北側に分離した。
バスターミナルは乗車場8台、降車場2台、待機場6台の構成となっている。乗降場にはシェルターと防風板を設置し、さらにバスの正着性を高めるために乗降場を切り込み型としている。4番乗り場から6番乗り場には液晶モニターによるバス接近表示が設置されている。
バス停の名称は、西日本ジェイアールバスの一般路線と北陸鉄道グループ各社は「金沢駅西口」、西日本ジェイアールバスの高速バス（名古屋線の昼行便を除く）では2023年（令和5年）7月1日より「金沢駅（金沢港口）」の呼称を使用している。

### 西口1番のりば
1番のりばは、北陸鉄道グループの臨時バスと新高速乗合バスが使用する。2014年3月31日までは北陸鉄道グループの柳橋県庁線と田中医大線の乗り場だった。
- 高速乗合バス
  - WILLER EXPRESS 東京ディズニーシー行き（WILLER EXPRESS）[18]
  - JAMJAMライナー 横浜行き（ジャムジャムエクスプレス）※運休中
  - JAMJAMライナー 東京ディズニーランド行き（ジャムジャムエクスプレス）[19]
  - 中日本ハイウェイバス 東京ディズニーランド行き（中日本ツアーバス）[20]
  - あおぞらライナー 名古屋駅行き（青木バス）[21]
  - WILLER EXPRESS 東京ディズニーランド行き（ニュープリンス高速バス）[18]
  - 杉崎運輸 横浜シティ・エア・ターミナル行き（杉崎運輸）[22]
  - KBライナー 新宿行き（三栄交通）[23]※運休中
  - ブルーライナー ユニバーサル・スタジオ・ジャパン行き（日本海観光バス）[24]
  - コネクトライナー 西船橋駅行き（丹沢交通）[25]※運休中
  - さくら高速バス さくら高速バス難波行き（AT LINER）[26]※運休中
- LIMON BUS 高山駅行き（神姫観光）[27]
- 北陸鉄道 臨時バス
- 金沢競馬無料ファンバス

### 西口2番のりば
2番のりばは、北陸鉄道グループと加越能バス、新高速乗合バスが使用する。2014年3月31日までは北陸鉄道グループの示野線と黒田線、平和町線（新神田経由）の乗り場だった。
- 高速乗合バス
  - さくら高速バス 東京ディズニーランド行き（桜交通）[28]
  - さくら高速バス 横浜シティ・エア・ターミナル行き（桜交通）[28]
  - KBライナー バスタ新宿行き（千葉みらい観光バス）[23]
  - オリオンバス 東京ディズニーランド行き（オー・ティー・ビー）[29]
  - VIPライナー 大宮駅西口行き（平成エンタープライズ）[30]
  - コネクトライナー 羽田エアポートガーデン行き（丹沢交通）[25]
  - WILLER EXPRESS 東京ディズニーランド行き（丸一観光）[18]
- LIMON BUS 大阪難波行き（神姫観光）[27]
- 加越能バス 南砺〜金沢線（井波行き）
- 北鉄金沢バス 定期観光バス（かなざわまちなかコース、かないわ・おおのコース、わじま号）
- 北陸鉄道 臨時バス

### 西口3番のりば
3番のりばは、北陸鉄道グループの特急バスのみ発着する。
- 小松空港リムジンバス（小松空港行き）
- 白山登山バス（別当出合行き、夏季運行）

### 西口4番のりば
4番のりばは、北陸鉄道および西日本ジェイアールバス（共同運行もしくは運行支援を含む）の高速バスが使用する。2023年6月30日までは、北陸鉄道グループの上諸江方面の一般路線の乗り場だった。
- 北陸鉄道・名鉄バス・西日本ジェイアールバス・ジェイアール東海バス 北陸道ハイウェイバス（名鉄バスセンター行き）
- 北陸鉄道・名鉄バス 名古屋 - 白川郷・金沢線（白川郷、名鉄バスセンター行き）
- 北陸鉄道・濃飛乗合自動車 高山金沢線（高山濃飛バスセンター行き）
- 北陸鉄道・新潟交通 金沢 - 新潟線（万代シテイバスセンター行き）
- 西日本ジェイアールバス・ジェイアール東海バス 北陸ドリーム名古屋号（名古屋駅行き）
- 西日本ジェイアールバス 北陸道青春昼特急大阪号・青春北陸ドリーム大阪号・百万石ドリーム大阪号（大阪駅JR高速バスターミナル、ユニバーサルスタジオジャパン行き）
- ジェイアールバス東北 百万石ドリーム政宗号（仙台駅行き）

### 西口5番のりば
5番のりばは、北陸鉄道グループの香林坊方面の路線が使用する。
- 01 02 03 シティライナー（香林坊、野町駅行き）
- 10 錦町粟崎線（東部車庫、金沢学院大学行き）
- 19 笠舞駅西線（大桑本町行き）

また以下の路線は基本的に東口を発着しており、夕方の県庁前からのダイレクト便のみこの乗り場も使用する。
- 16 犀川線（上辰巳行き）
- 30 光が丘住宅線（光が丘住宅行き）

### 西口6番のりば
6番のりばは、北陸鉄道グループの県庁前方面の路線が使用する。金石、大野方面へはこの乗り場だけでなく、付近の中橋停留所から多数運行されている。
- 01 02 中央病院線（県庁前、中央病院行き）
- 03 畝田住宅線（畝田住宅、大野港行き）
- 04 05 笠舞駅西線（工業試験場、金沢港クルーズターミナル、戸水行き）
- 06 07 シティライナー（県庁前、中央病院行き）
- 08 内灘線（内灘駅行き）
- 60 金石線・四十万金石線（金石行き）
- 64 黒田線（工業試験場行き）

### 西口7番のりば
7番のりばは、西日本ジェイアールバスと北陸鉄道グループが使用する。2014年3月31日までは西日本ジェイアールバスが専用していたが、1番・2番乗り場が新高速乗合バス乗り場になったため、これらの乗り場から発車していた北陸鉄道グループの路線が7番乗り場に移された。さらに2019年4月1日には能登方面の特急・急行バスも東口1番乗り場からこの乗り場に変更された。
- 西日本JRバス 東長江線（東長江行き）
- 52 示野線（下安原、済生会病院行き）
- 57 黒田線（上荒屋西、新金沢郵便局前行き）
- 平和町線（金大附属学校自衛隊前行き）
- 北鉄奥能登バス・北鉄金沢バス 輪島特急線（輪島マリンタウン行き）
- 北鉄奥能登バス 珠洲特急線・珠洲宇出津特急線（すずなり館前行き）※運休中[31]
- 北鉄金沢バス 倶利伽羅不動尊お詣りバス（倶利伽羅不動尊行き）※運休中[32]

### 西口8番のりば
8番のりばは、西日本ジェイアールバスと北陸鉄道グループが使用する。2023年6月30日までは西日本ジェイアールバスが専用していたが、4番乗り場が高速バス乗り場になったため、この乗り場から発車していた北陸鉄道グループの路線が8番乗り場に移された。
- 西日本JRバス 城北運動公園線（城北市民運動公園行き）
- 70 錦町粟崎線（粟崎、内灘駅、コマツ金沢工場行き）
- 86 田中医大線（みずき四丁目行き）

## 中橋停留所
金沢駅からIRいしかわ鉄道線沿いに南へ約500mの金石街道上に北陸鉄道の「中橋」バス停留所がある。金石、大野方面の金石線や四十万金石線、三馬大野線はほとんどの便が金沢駅バスターミナルを経由しないため、金沢駅利用者はここで乗降するように案内される。